# El Ronquillo
El Ronquillo ist eine Gemeinde in der Provinz Sevilla in Spanien mit 1.439 Einwohnern (Stand: 2024). Sie liegt in der Comarca Sierra Norte in Andalusien. 

## Geografie
Die Gemeinde grenzt an die Gemeinden Almadén de la Plata, Castilblanco de los Arroyos, El Castillo de las Guardas, El Garrobo, Guillena, Santa Olalla del Cala und Zufre. Sie ist eine kleine Ortschaft mit Grenze zur Provinz Huelva. Die Landschaft wird von der Viehzucht geprägt.

## Geschichte
Der Ort entstand um ein Landgasthauses herum im 16. Jahrhundert und gehörte zu Santa Olalla del Cala in der Provinz Huelva. Im Jahre 1808 tötete der Ortsverwalter von El Ronquillo einen französischen Boten, der wichtige Pläne für die Kriegsführung im Napoleonischen Krieg auf der Iberischen Halbinsel mit sich führte. Als Belohnung dafür wurde El Ronquillo 1820 eine eigene Gemeinde in der Provinz Sevilla.

## Sehenswürdigkeiten
- Kirche Iglesia del Divino Salvador